# 家原郷好
家原 郷好（いえはら の さとよし）は、平安時代前期の貴族・陰陽家。姓は連のち宿禰、朝臣。官位は従五位上・陰陽頭。

## 経歴
清和朝前半に暦博士を務め、貞観9年（867年）外従五位下に叙せられる。清和朝後半も引き続き暦博士を務める傍らで、陰陽助・陰陽頭と陰陽寮官人として昇進した。この間に内位の従五位下への叙位を受けると共に、貞観14年（872年）には一族の氏主・縄雄らと共に宿禰姓から朝臣姓に改姓している。
陽成朝初頭の貞観19年（877年）4月1日に夜間の日蝕が発生したが、事前に中務省から上奏があり廃務が行われた。このことに関して、事前に官司が夜間の日蝕を奏上することの是非について暦博士に下問があった。これに対して、陰陽頭兼暦博士であった郷好は陰陽権助・弓削是雄と共に以下の言上をしている。
かつて天長8年（831年）4月1日の夜に日蝕が発生した際には官司が事前に奏上を行わなかった。朝廷がその理由を問うた際に、暦博士・刀岐浄浜は陰陽寮の壁書によれば夜の日蝕は上奏しないことになっている旨を答えたが、これを受けて参議・南淵弘貞は陰陽寮に対して「国家の急務であるため、夜に発生する日蝕であっても奏上しなくてはならない」と言ったことがあった。これを謹んで案じるに、だいたい日月蝕というものは陰陽における虧敗（欠け敗れる）の象徴である。そのために日蝕あれば徳を修め、月蝕あれば刑を修めるものである。経典が言うところでは、日蝕が慎むべき所に昼夜の区別はない。また件の壁書には根拠がなく、寮式にもこのような文はない。そのため、天長8年の例以降は事前の奏上に疎漏があることは理屈が通らないこととなった。これにより、夜間の日蝕が発生する際には予め中務省に報告がなされる例となっている。
元慶2年（878年）気比大神宮の祝部から「神宮に俄に火災が発生しているように見えたため、驚いて宮に走って入ったが実は失火などはなかった」との異変発生の連絡があった旨、越前国司から言上があった。これに対して、陰陽寮が占ったところ「神社を穢したために祟怪が現れた。従ってこの国では疫病、風水の災いを注意すべきである」との結果が出た。この結果を受けて、朝廷から越前国司に対して命令が下され、神宮の酒掃と、仏経の転読が行われた。これまで神の祟りを認定する占いは神祇官が担っていたが、この事例では陰陽寮が占断を下している。これについて、代々大中臣氏が宮司を務めていた気比大神宮と越前国司との間で経済的な対立があったが、朝廷が越前国司（国守は橘良基）の意向を優先させるために、大神宮と結び付きの深い神祇官ではなく、陰陽頭・家原郷好が越前権大掾を兼任しており越前国司側と目される陰陽寮に占いを実行させたとする見方がある。
元慶8年（884年）光孝天皇の即位に伴って従五位上に叙せられている。

## 官歴
『日本三代実録』による。
- 斉衡2年（855年） 8月15日：連姓から宿禰姓に改姓
- 時期不詳：正六位上。暦博士
- 貞観9年（867年） 正月7日：外従五位下
- 時期不詳：陰陽助
- 貞観14年（872年） 8月13日：宿禰姓から朝臣姓に改姓
- 時期不詳：従五位下（内位）
- 貞観19年（877年） 4月1日：見陰陽頭兼行暦博士越前権大掾
- 元慶8年（884年） 2月23日：従五位上